# Kunal Kohli
Kunal Kohli (28 ottobre 1970) è un regista e sceneggiatore indiano.
Ha lavorato per conto del produttore Yash Chopra in vari film di Bollywood.

## Filmografia

### Regista
- Mujhse Dosti Karoge! (2002)
- Hum Tum (2004)
- La paura nel cuore (Fanaa) (2006)
- Un pizzico d'amore e di magia (Thoda Pyaar Thoda Magic) (2008)

### Sceneggiatore
- Mujhse Dosti Karoge! (2002)
- Hum Tum (2004)
- La paura nel cuore (Fanaa) (insieme a Shibani Bathija) (2006)
- Un pizzico d'amore e di magia (Thoda Pyaar Thoda Magic) (2008)